# Premi Oscar 1966
La 38ª edizione della cerimonia di premiazione dei Premi Oscar si è tenuta il 18 aprile 1966 a Santa Monica, al Santa Monica Civic Auditorium, presentata dal comico Bob Hope.

## Vincitori e candidati
Vengono di seguito indicati in grassetto i vincitori. Ove ricorrente e disponibile, viene indicato il titolo in lingua italiana e quello in lingua originale tra parentesi.

### Miglior film
- Tutti insieme appassionatamente (The Sound of Music), regia di Robert Wise
- Darling, regia di John Schlesinger
- Il dottor Živago (Doctor Zhivago), regia di David Lean
- La nave dei folli (Ship of Fools), regia di Stanley Kramer
- L'incredibile Murray: l'uomo che disse no (A Thousand Clowns), regia di Fred Coe

### Miglior regia
- Robert Wise - Tutti insieme appassionatamente (The Sound of Music)
- John Schlesinger - Darling
- David Lean - Il dottor Živago (Doctor Zhivago)
- William Wyler - Il collezionista (The Collector)
- Hiroshi Teshigahara - La donna di sabbia (Suna no onna)

### Miglior attore protagonista
- Lee Marvin - Cat Ballou
- Richard Burton - La spia che venne dal freddo (The Spy Who Came in from the Cold)
- Laurence Olivier - Otello (Othello)
- Rod Steiger - L'uomo del banco dei pegni (The Pawnbroker)
- Oskar Werner - La nave dei folli (Ship of Fools)

### Migliore attrice protagonista
- Julie Christie - Darling
- Julie Andrews - Tutti insieme appassionatamente (The Sound of Music)
- Samantha Eggar - Il collezionista (The Collector)
- Elizabeth Hartman - Incontro al Central Park (A Patch of Blue)
- Simone Signoret - La nave dei folli (Ship of Fools)

### Miglior attore non protagonista
- Martin Balsam - L'incredibile Murray - L'uomo che disse no (A Thousand Clowns)
- Ian Bannen - Il volo della fenice (The Flight of the Phoenix)
- Tom Courtenay - Il dottor Živago (Doctor Zhivago)
- Michael Dunn - La nave dei folli (Ship of Fools)
- Frank Finlay - Otello (Othello)

### Migliore attrice non protagonista
- Shelley Winters - Incontro al Central Park (A Patch of Blue)
- Ruth Gordon - Lo strano mondo di Daisy Clover (Inside Daisy Clover)
- Joyce Redman - Otello (Othello)
- Maggie Smith - Otello (Othello)
- Peggy Wood - Tutti insieme appassionatamente (The Sound of Music)

### Miglior sceneggiatura non originale
- Robert Bolt - Il dottor Živago (Doctor Zhivago)
- Walter Newman e Frank R. Pierson - Cat Ballou
- Stanley Mann e John Kohn - Il collezionista (The Collector)
- Abby Mann - La nave dei folli (Ship of Fools)
- Herb Gardner - L'incredibile Murray - L'uomo che disse no (A Thousand Clowns)

### Miglior sceneggiatura originale
- Frederic Raphael - Darling
- Age & Scarpelli, Mario Monicelli, Giorgio Salvioni, Tonino Guerra e Suso Cecchi D'Amico - Casanova '70
- Jack Davies e Ken Annakin - Quei temerari sulle macchine volanti (Those Magnificent Men in Their Flying Machines)
- Franklin Coen e Frank Davis - Il treno (The Train)
- Jacques Demy - Les Parapluies de Cherbourg

### Miglior film straniero
- Il negozio al corso (Obchod na korze), regia di Ján Kadár e Elmar Klos (Cecoslovacchia)
- Sangue sulla terra (To homa vaftike kokkino), regia di Vassili Georgiades (Grecia)
- Il mio caro John (Käre John), regia di Lars Magnus Lindgren (Svezia)
- Kwaidan (Kaidan), regia di Masaki Kobayashi (Giappone)
- Matrimonio all'italiana, regia di Vittorio De Sica (Italia)

### Miglior fotografia
- Bianco e nero

- Ernest Laszlo - La nave dei folli (Ship of Fools)
- Loyal Griggs - Prima vittoria (In Harm's Way)
- Burnett Guffey - Qualcuno da odiare (King Rat)
- Conrad Hall - I morituri (Morituri)
- Robert Burks - Incontro al Central Park (A Patch of Blue)

- Colore

- Freddie Young - Il dottor Živago (Doctor Zhivago)
- Leon Shamroy - Il tormento e l'estasi (The Agony and the Ecstasy)
- Russell Harlan - La grande corsa (The Great Race)
- William C. Mellor e Loyal Griggs - La più grande storia mai raccontata (The Greatest Story Ever Told)
- Ted McCord - Tutti insieme appassionatamente (The Sound of Music)

### Miglior scenografia
- Bianco e nero

- Robert Clatworthy e Joseph Kish - La nave dei folli (Ship of Fools)
- Robert Emmet Smith e Frank Tuttle - Qualcuno da odiare (King Rat)
- George W. Davis, Urie McCleary, Henry Grace e Charles S. Thompson - Incontro al Central Park (A Patch of Blue)
- Hal Pereira, Jack Poplin, Robert Benton e Joseph Kish - La vita corre sul filo (The Slender Thread)
- Hal Pereira, Tambi Larsen, Edward Marshall e Josie MacAvin - La spia che venne dal freddo (The Spy Who Came in from the Cold)

- Colore

- John Box, Terry Marsh e Dario Simoni - Il dottor Živago (Doctor Zhivago)
- John DeCuir, Jack Martin Smith e Dario Simoni - Il tormento e l'estasi (The Agony and the Ecstasy)
- Richard Day, William Creber, David Hall, Ray Moyer, Fred MacLean e Norman Rockett - La più grande storia mai raccontata (The Greatest Story Ever Told)
- Robert Clatworthy e George James Hopkins - Lo strano mondo di Daisy Clover (Inside Daisy Clover)
- Boris Leven, Walter M. Scott e Ruby Levitt - Tutti insieme appassionatamente (The Sound of Music)

### Migliori costumi
- Bianco e nero
  - Julie Harris - Darling
  - Moss Mabry - I morituri (Morituri)
  - Howard Shoup - Smania di vita (A Rage to Live)
  - Bill Thomas e Jean Louis - La nave dei folli (Ship of Fools)
  - Edith Head - La vita corre sul filo (The Slender Thread)
- Colore
  - Phyllis Dalton - Il dottor Živago (Doctor Zhivago)
  - Vittorio Nino Novarese - Il tormento e l'estasi (The Agony and the Ecstasy)
  - Vittorio Nino Novarese e Marjorie Best - La più grande storia mai raccontata (The Greatest Story Ever Told)
  - Edith Head e Bill Thomas - Lo strano mondo di Daisy Clover (Inside Daisy Clover)
  - Dorothy Jeakins - Tutti insieme appassionatamente (The Sound of Music)

### Migliori effetti speciali
- John Stears - Agente 007 - Thunderball (Operazione tuono) (Thunderball)
- Joseph McMillan Johnson - La più grande storia mai raccontata (The Greatest Story Ever Told)

### Miglior montaggio
- William Reynolds - Tutti insieme appassionatamente (The Sound of Music)
- Charles Nelson - Cat Ballou
- Norman Savage - Il dottor Živago (Doctor Zhivago)
- Michael Luciano - Il volo della Fenice (The Flight of the Phoenix)
- Ralph E. Winters - La grande corsa (The Great Race)

### Miglior sonoro
- James P. Corcoran, 20th Century-Fox Studio Sound Department, Fred Hynes e Todd-AO Sound Department - Tutti insieme appassionatamente (The Sound of Music)
- A. W. Watkins, Metro Goldwyn Mayer British Studio Sound Department, Franklin E. Milton e Metro Goldwyn Mayer Studio Sound Department - Il dottor Živago (Doctor Zhivago)
- James P. Corcoran e 20th Century-Fox Studio Sound Department - Il tormento e l'estasi (The Agony and the Ecstasy)
- Waldon O. Watson e Universal City Studio Sound Department - Shenandoah la valle dell'onore (Shenandoah)
- George R. Groves e Warner Bros. Studio Sound Department - La grande corsa (The Great Race)

### Migliori effetti sonori
- Treg Brown - La grande corsa (The Great Race)
- Walter Rossi - Il colonnello Von Ryan (Von Ryan's Express)

### Migliore colonna sonora
- Adattamento

- Irwin Kostal - Tutti insieme appassionatamente (The Sound of Music)
- Frank DeVol - Cat Ballou
- Lionel Newman e Alexander Courage - Mentre Adamo dorme (The Pleasure Seekers)
- Don Walker - L'incredibile Murray - L'uomo che disse no (A Thousand Clowns)
- Michel Legrand - Les Parapluies de Cherbourg

- Originale

- Maurice Jarre - Il dottor Živago (Doctor Zhivago)
- Alex North - Il tormento e l'estasi (The Agony and the Ecstasy)
- Alfred Newman - La più grande storia mai raccontata (The Greatest Story Ever Told)
- Jerry Goldsmith - Incontro al Central Park (A Patch of Blue)
- Michel Legrand e Jacques Demy - Les Parapluies de Cherbourg

### Miglior canzone
- The Shadow of Your Smile, musica di Johnny Mandel, testo di Paul Francis Webster - Castelli di sabbia (The Sandpiper)
- The Ballad of Cat Ballou, musica di Jerry Livingston, testo di Mack David - Cat Ballou (Cat Ballou)
- I Will Wait for You, musica di Michel Legrand, testo di Jacques Demy e Norman Gimbel - Les Parapluies de Cherbourg
- The Sweetheart Tree, musica di Henry Mancini, testo di Johnny Mercer - La grande corsa (The Great Race)
- What's New Pussycat?, musica di Burt Bacharach, testo di Hal David - Ciao Pussycat (What's New Pussycat?)

### Miglior documentario
- The Eleanor Roosevelt Story, regia di Richard Kaplan
- The Battle of the Bulge...The Brave Rifles, regia di Laurence E. Mascott
- The Forth Road Bridge, regia di Gordon Lang
- Let My People Go, regia di John Krish
- Morire a Madrid (Mourir à Madrid), regia di Frédéric Rossif

### Miglior cortometraggio
- Le Poulet, regia di Claude Berri
- Fortress of Peace, regia di John Fernhout
- Skaterdater, regia di Noel Black
- Snow, regia di Geoffrey Jones
- Time Piece, regia di Jim Henson

### Miglior cortometraggio documentario
- To Be Alive!, regia di Alexander Hammid e Francis Thompson
- Mural on Our Street, regia di Kirk Smallman
- Point of View, regia di Lee R. Bobker
- Ouverture, regia di Edmond Levy
- Yeats Country, regia di Patrick Carey

### Miglior cortometraggio d'animazione
- The Dot and the Line, regia di Chuck Jones e Maurice Noble
- Clay or The Origin of Species, regia di Eliot Noyes Jr.
- La gazza ladra, regia di Giulio Giannini e Emanuele Luzzati

## Premi speciali

### Premio alla carriera
- Bob Hope per i suoi unici e notevoli servizi all'industria cinematografica e all'Academy.

### Premio umanitario Jean Hersholt
- Edmond L. DePatie

### Premio alla memoria Irving G. Thalberg
- William Wyler